# Apoštolská nunciatura v Alžírsku
Apoštolská nunciatura v Alžírsku je současná papežská reprezentace v Alžírsku.

## Historie
Založena byla dne 13. dubna 1972 brevem Cum sit papeže Pavla VI.
Současným nunciem je arcibiskup Thomas Yeh Sheng-nan.

## Seznam apoštolských nunciů
- Sante Portalupi (1972-1979) – Titulární arcibiskup z Christopolisu
- Gabriel Montalvo Higuera (1980-1986) – Titulární arcibiskup z Celene
- Giovanni De Andrea (1986-1989) – Titulární arcibiskup z Aquaviva
- Edmond Y. Farhat (1989-1995) – Titulární arcibiskup z Byblusu
- Antonio Sozzo (1995-1998) – Titulární arcibiskup z Concordie
- Augustine Kasujja (1998-2004) – Titulární arcibiskup z Cesarei v Numidii
- Thomas Yeh Sheng-nan (2004-2015) – Titulární arcibiskup z Leptis Magna
- Luciano Russo (od 2016) – Titulární arcibiskup z Monteverde